# Климат Баку
Климат Баку — мягкий континентальный и полупустынный (Классификация климатов Кёппена: BSk) с жарким влажным летом, прохладной зимой и редкими осадками. Характерны сильные северные ветры, особенно осенью. Средняя температура — 15.1°C.
Жаркое влажное лето начинается в начале мая и продолжается до середины октября. Зима в Баку прохладная. Ночью часто бывают заморозки. Снег выпадает несколько раз каждую зиму и остается на земле всего несколько дней. В некоторые зимы снег выпадает чаще и держится более недели.

## Климат
| Показатель                    | Янв. | Фев. | Март | Апр. | Май  | Июнь | Июль | Авг. | Сен. | Окт. | Нояб. | Дек. | Год  |
| ----------------------------- | ---- | ---- | ---- | ---- | ---- | ---- | ---- | ---- | ---- | ---- | ----- | ---- | ---- |
| Средний суточный максимум, °C | 6,6  | 6,3  | 9,8  | 16,4 | 22,1 | 27,3 | 30,6 | 29,7 | 25,6 | 19,6 | 13,5  | 9,7  | 18,9 |
| Средняя температура, °C       | 4,2  | 4,0  | 6,3  | 12,3 | 18,0 | 22,8 | 26,4 | 25,6 | 21,8 | 16,0 | 10,8  | 6,6  | 14,5 |
| Средний суточный минимум, °C  | 2,1  | 2,0  | 4,2  | 9,4  | 14,9 | 19,7 | 22,2 | 22,9 | 19,4 | 13,6 | 8,8   | 4,8  | 12,0 |
| Норма осадков, мм             | 21   | 20   | 21   | 18   | 18   | 8    | 2    | 6    | 15   | 25   | 30    | 26   | 210  |
| Источник: World Climate       |      |      |      |      |      |      |      |      |      |      |       |      |      |

## Осадки
Атмосферные осадки в районе Баку выпадают менее 200 мм. 

## См.также
- Климат Азербайджана
- История Баку